# محمد أحمد فرغلي
محمد أحمد فرغلي ـ الملقب بملك القطن ـ هو أحد كبار رجال الأعمال في مصر قبل ثورة يوليو، وصاحب شركة فرغلي، إحدى أكبر وأنجح شركات القطن في تاريخ مصر.

## تعليمه
ولد فرغلي في أسرة من كبار تجار الحبوب والقطن تنتمي إلى مدينة أبو تيج بمديرية أسيوط كانت قد استقرت في الإسكندرية، وتلقى تعليمه في مدرسة الجزويت، ثم التحق بكلية فكتوريا، ثم سافر إلى إنجلترا لاستكمال دراسته في مدرسة لندن للدراسات الاقتصادية. غير أن مرض أبيه اضطره للعودة إلى الإسكندرية لتحمل أعباء العمل التجاري للعائلة.

## عمله بتجارة القطن
بعد عودة فرغلي من إنجلترا، قرر أن يخوض تجربة تصدير القطن للخارج، منافسًا الأجانب الذين كانوا يحتكرون تصديره آنذاك، ووافق الأب بعد إلحاحه، غير أن فرغلي الابن تكبد في صفقته الأولى خسارة فادحة بلغت أكثر من أربعة آلاف جنيه، لكنه تعلم الدرس من الخسارة، وأخذ يتقدم حثيثًا لتصعد حصته في تصدير القطن من 0.25% من المحصول المصري إلى 15% من جملة المحصول المصري بعد ما يزيد قليلًا عن عشر سنوات من بداية نشاطه التصديري، محتلًا بذلك المركز الأول في قائمة مصدري القطن.

## بعد ثورة يوليو
في الستينيات، تلقى فرغلي عرضًا ليعمل مستشار لأحد البنوك الإنجليزية في لندن براتب يصل الي 25 ألف جنيه بالإضافة إلى مسكن وسيارة وسائق، غير أنه رفض العمل خارج مصر ووافق علي العمل مستشارًا لمؤسسة القطن في مصر، براتب يعادل مجلس الإدارة. إلا أن المجلس ـ في اجتماعه للموافقة علي التعيين ـ رفض الراتب المقترح وقرر ألا يزيد راتب «ملك القطن» عن مائة جنيه مصري.